# Wojciech Saługa
Wojciech Paweł Saługa (Jaworzno; 27 de Março de 1969) é um político da Polónia. Ele foi eleito para a Sejm em 25 de Setembro de 2005 com 10968 votos em 32 no distrito de Sosnowiec, candidato pelas listas do partido Platforma Obywatelska.
Ele também foi membro do Senado 2001-2005, Sejm 2005-2007, Sejm 2007-2011, Sejm 2011-2015, Sejm 2015-2019, Sejm 2019-2023, Sejm 2023-2027.